# Щербактински район
Щербактински район (на казахски: Шарбақты ауданы) е съставна част на Павлодарска област, Казахстан, с обща площ 6851 км2 и население 19 415 души (по приблизителна оценка към 1 януари 2020 г.).
Административен център е село Шарбакти.